# Lara Fabian
Lara Fabian, egentligen Lara Crokaert, född 9 januari 1970 i Etterbeek i Belgien. Hon är född belgisk-italiensk, men bor numera i Kanada. Hon är en internationell sångare och låtskrivare, känd för sin stämskicklighet. Hon sjunger på flera olika språk, bland annat franska, engelska, italienska, azerbajdzjanska, tyska, grekiska. hebreiska, portugisiska, ryska, spanska och turkiska. Hon har sålt över 20 miljoner skivor över hela världen och är den bäst säljande belgiskfödda kvinnliga artisten genom tiderna, Hon räknas som en lyrisk sopran med ett röstomfång som sträcker sig över tre oktaver. 
Hon deltog för Luxemburg i Eurovision Song Contest 1988 med melodin Croire, som slutade på fjärde plats.

## Diskografi

### Studioalbum
- 1991: Eponyme
- 1994: Carpe Diem
- 1996: Pure
- 1999: Lara Fabian
- 2001: Nue
- 2004: A Wonderful Life
- 2005: 9
- 2009: Toutes les femmes en moi
- 2009: Every Woman in Me
- 2010: Mademoiselle Zhivago
- 2013: Le Secret
- 2015: Ma vie dans la tienne
- 2017: Camouflage
- 2018: Papillon

### Livealbum
- 1999: Live 1999
- 2002: Live 2002
- 2003: En Toute Intimité
- 2006: Un regard 9 Live

### Samlingsalbum
- 2010: Best of Lara Fabian
- 2011: Je me souviens